# Искате (Сан Хуан Баутиста Коистлавака)
Искате (шп. Ixcate) насеље је у Мексику у савезној држави Оахака у општини Сан Хуан Баутиста Коистлавака. Насеље се налази на надморској висини од 2399 м.

## Становништво
Према подацима из 2010. године у насељу су живела 4 становника.

### Хронологија
| Година       | 2000        | 2005       | 2010 |
| ------------ | ----------- | ---------- | ---- |
| Становништво | 21 (9 / 12) | 15 (7 / 8) | 4    |

### Попис
| # | Индикатор                     | Вредност |
| - | ----------------------------- | -------- |
| 1 | Укупно домаћинстава           | 2        |
| 2 | Укупно насељених домаћинстава | 2        |
| 3 | Величина локације             | 1        |